# Mitzvah
Ne pas confondre avec matzevah (מצבה, « monument »).
Mitzvah (hébreu : מצווה ; pluriel, mitzvot) signifie prescription (de צוה, tzavah, « commander »). Il s'agit d'une occurrence particulière au judaïsme pour désigner soit les prescriptions ou commandements contenus dans la Torah, dont la tradition rabbinique estime le nombre à 613, soit la Loi juive elle-même. 
Ces prescriptions étant essentiellement (mais pas seulement) d'ordre éthique ou moral, le terme mitzvah en est venu à désigner un acte de bonté humaine, comme la tsedaka, la visite aux malades ou l'enterrement d'une personne inconnue. Selon les enseignements du judaïsme, toute loi morale est issue ou dérivée des commandements divins.
Les rabbins se sont souvent posé la question de savoir s'il faut chercher la finalité des mitzvot, ou non. Les tenants de la dernière attitude disent que si la raison de chaque mitzvah pouvait être déterminée, les gens seraient tentés de réaliser ce qu'ils considèrent comme la mitzvah, sans accomplir la mitzvah elle-même. 

## Les 613 mitzvot positives et négatives
Selon Rabbi Simlaï (Talmud Makkot 23b), la Loi comporte 613 commandements. Pour certains, ce chiffre de 613 provient d'une tradition orale, donc indiscutable, mais d'autres pensent qu'il ne s'agit là que d'un enseignement sans visée normative, dont le sens réel a précisément été perdu par ceux qui l'ont pris au sens littéral. Rabbi Simlaï les subdivise en « 365 prescriptions négatives, comme le nombre de jours dans une année solaire, et 248 prescriptions positives, comme le nombre d'organes dans le corps humain ».
Selon Rabbi Ishmaël, seuls les principaux commandements parmi ces 613 furent donnés sur le mont Sinaï ; les autres le furent dans la tente d'assignation.
Selon Rabbi Akiva, tous furent donnés sur le mont Sinaï, répétés dans la tente d'Assignation, et une troisième fois par Moïse avant sa mort.
Le Midrash enseigne que tous les commandements divins furent donnés sur le mont Sinaï, et qu'aucun prophète ne put y ajouter ou retrancher (Midrash Sifra sur Lévitique 27:34 ; Talmud, Yoma 80a).
De nombreuses œuvres de littérature rabbinique tentent de déterminer quels commandements appartiennent à ces 613 commandements. Le Sefer Hamitzvot de Maïmonide, accompagné du commentaire de Nahmanide, est considéré comme une référence en la matière, ainsi que le Sefer HaHinoukh, attribué au Rav Aaron Halevi de Barcelone.

## Autres subdivisions

### Mitzvot bibliques et mitzvot rabbiniques
Voir les sept mitzvot rabbiniques
Aux mitzvot bibliques, référées dans le Talmud comme Mitzvot deOraita (commandements de la Loi), on oppose les Mitzvot deRabbanan, sept prescriptions d'origine rabbinique (le fait d'en préciser l'origine rabbinique permet d'« ajouter » des prescriptions à celles de la Torah, puisque ne contrevenant pas à l'interdiction du Deutéronome d'ajouter ou retrancher aux paroles de la Loi). Bien que leur source soit dans la Torah, elles n'apparaissent qu'après exégèse et non pas scripturairement. Parmi ces mitzvot : 
- La bénédiction, ou l'action de grâce pour chaque occasion de réjouissance ;
- Le lavage des mains avant le repas ;
- L'allumage des bougies de Shabbat ;
- le 'Erouv, afin de pouvoir transporter à Shabbat sans l'enfreindre ;
- Le Hallel ;
- Les bougies de Hanoukkah ;
- La lecture du Livre d'Esther à Pourim.

Ces prescriptions rabbiniques sont considérées comme des commandements bibliques, en ceci qu'on doit, avant de les accomplir, réciter une prière appropriée :
« Béni es-Tu Seigneur […] qui nous a prescrit… »
Le commandement divin est considéré comme implicite dans la loi générale  (Deutéronome 17:11, et 32:7 ; Shab. 23a). Beaucoup de conceptions courantes quant à l'accomplissement rituel des mitzvot dérivent d'interprétations rabbiniques ; par exemple, la Kriat Shema (Deutéronome 6:4-7), la mise des tefillin, et la fixation des mezouzot (Deut. 8-9), et l'action de grâce après les repas (Deutéronome 8:10).
De façon générale, pour savoir quels sont les rites d'origine rabbinique, il suffit d'observer les différences de pratique entre juifs rabbanites et karaïtes.

### Mitzvot envers son prochain et envers Dieu
Une division tout aussi courante, et unanimement reconnue, celle-là, est la suivante :
- Mitzvot envers son prochain, c'est-à-dire prescriptions de conduite, personnelle et sociale, d'éthique et de morale. Ex. : Tu ne convoiteras […] rien de ce qui appartient à ton prochain ;
- Mitzvot envers Dieu, par exemple : Respecte le Shabbat.

Bien que les deux soient importantes, il est connu qu'à Yom Kippour, Dieu ne peut pardonner les offenses envers son prochain lorsque celui-ci n'a pas pardonné.
Une classe de mitzvot ne concerne que les membres de la Diaspora juive : les mitzvot liées à la terre, concernant non seulement l'agriculture, mais le retour en terre d'Israël.

### Mitzvot comprises (sikhliot) et mitzvot non comprises (shem'aïot)
Il s'agit d'une subdivision courante au Moyen Age mais guère plus usitée :
- Les mitzvot sikhliot sont des mitzvot dont le sens est « évident », comme la prohibition du vol, du meurtre…
- Les mitzvot shem'aïot sont inaccessibles à la raison, et doivent être observées parce que les Enfants d'Israël les ont entendues de Dieu. Parmi elles-ci, les lois sur la pureté rituelle, l'interdiction de porter du sha'atnaz, ou de ne pouvoir manger la viande de certains animaux.

## Considérations académiques
Bibliquement parlant, six codes de loi différents furent donnés à Moïse par HaShem, sur le Mont Sinaï :
- Le Décalogue ;
- Le Code de l'Alliance qui lui fait suite, et pourvoit des lois plus détaillées ;
- Le Décalogue rituel, résumant grossièrement le précédent, est présenté après un court récit où sont données les instructions pour construire l'Arche d'alliance et le Tabernacle ;
- Le Code sacerdotal, contenant une description complète des lois concernant les rituels et des situations plus générales, est donné dans le Tabernacle, une fois celui-ci et l'Arche construits. Ce code est étendu lorsque surgissent des situations non décrites auparavant, obligeant Moïse à demander de plus amples renseignements à YHWH ;
- Le Code de sainteté est contenu dans le Code sacerdotal, vers la fin de celui-ci, mais il est individualisable par l'emphase qu'il met sur les choses qui sont saintes, et qui devraient être faites pour respecter, honorer et préserver la sainteté. Il contient aussi les avertissements divins sur ce qui se produirait en cas de transgression des lois, et les promesses si les lois sont respectées ;
- Le Code deutéronomique est celui rappelé par Moïse, dans les derniers discours précédant sa mort, récapitulant les codes précédents, ainsi que des lois non détaillées auparavant, dont Moïse se souvient en cet instant.

La critique biblique étudie séparément ces différents codes de lois, en particulier les lois à occurrence unique, ou dont c'est la première apparition, tant par les athées, que par les apologistes. Néanmoins, la plupart des mitzvot énumérées comme faisant partie de tel ou tel code se retrouvent souvent dans les autres, sous une autre phrasification, ou avec d'autres clauses. Par ailleurs, certains thèmes comme l'idolâtrie, les conduites sexuelles, la pureté rituelle, et les offrandes sacrificielles sont partagés par tous les codes, ce qui fait que dans des études théologiques plus motivées par l'aspect religieux, les mitzvot sont étudiées par thématique et non par leur localisation dans la Bible.

## Les mitzvot et la Loi juive
Dans la pensée rabbinique, la volonté de Dieu est la source, ou l'autorité, de tout devoir, religieux ou moral. En ce sens, les mitzvot constituent les règles de conduite d'institution divine. 
Conséquemment, alors que le judaïsme considère la violation des mitzvot comme un péché, le point de vue juif sur le péché diffère des autres religions.
La pensée rabbinique subdivise habituellement les mitzvot en deux grands groupes :
- Mitzvot 'assé (מצות עשה), prescriptions positives, ou mandatoires ;
- Mitzvot lo ta'assé (מצות לא תעשה), prescriptions/injonctions négatives ou interdictions.

### LaHalakha
Le système décrivant l'application pratique des prescriptions s'appelle la Halakha, (très grossièrement, Loi juive).  
La Halakha est le développement des mitzvot contenues dans la Loi écrite, via discussion et débat dans la Loi orale, consignés dans la littérature talmudique, particulièrement la Mishna et le Talmud. Toute mitzva qui ne pourrait être accomplie qu'en transgressant une autre prescription est considérée comme illégale et sans portée. 
La Halakha dicte tout ce qu'un Juif orthodoxe fait, de son lever à son coucher. Elle est particulièrement extensive, incluant des codes de conduite applicables à virtuellement toute situation imaginable, y compris des situations hypothétiques. 
De façon générale, il est considéré dans le judaïsme que les prosélytes, lors de leur initiation au judaïsme, doivent être familiarisés avec les commandements de grande et de petite importance (Yeb. 47b).
De nombreuses lois ne concernent qu'une classe particulière de gens, comme les Rois,  les prêtres, les Lévites, ou les Nazarites, ou ne s'appliquent qu'à des circonstances locales ou temporaires, par exemple, les lois agraires, sacrificielles ou Lévitiques. 
D'après la majorité des rabbins classiques, les commandements seront toujours d'application aux temps messianiques. Cependant, une minorité significative de rabbins affirmait que la plupart des commandements seraient tout bonnement nullifiés dans les temps messianiques, ou par les temps messianiques eux-mêmes. Parmi ceux-ci :
- « Alors l'offrande de Juda et de Jérusalem sera agréable à l'Éternel, Comme aux anciens jours, comme aux années d'autrefois. » (Malachie 3:4) ;
- « Aujourd'hui, nous devons observer les commandements. » (Talmud de Babylone, Traité Avodah Zarah 3a, 4b) :
  - « Aujourd'hui, nous devons observer les commandements, parce que nous ne les observerons pas dans le monde à venir » (Rachi ad loc) ;
- « Dans le futur, tous les sacrifices, à l'exception de l'offrande de grâce, seront interrompus. » (Midrash Vayikra Rabbah 9:7) ;
- « Tous les sacrifices seront annulés dans le futur. » (Tan'houma Emor 19, Vayikra Rabbah 9:7) ;
- « Dieu permettra ce qui est maintenant interdit » (Midrash Sho'har Tov, Mizmor 146:5) ;
- « La plupart des mitzvot ne seront plus en vigueur. » (Talmud de Babylone, Traités Nidda 61b et Shabbat 151b).

Il n'existe pas de réponse faisant autorité dans le judaïsme quant à savoir quelles mitzvot seront annulées aux temps messianiques, ou si même elles le seront.

### Hiérarchisation des mitzvot
Les Maîtres du judaïsme encouragent le juif à ne pas donner plus d'importance à certaines mitzvot plutôt qu'à d'autres, car (comme écrit dans le Pirké Avot) la récompense de chacune nous est inconnue. 
Une seule mitzva a préséance, le piqoua'h nefesh (sauvegarde de la vie). On est tenu d'enfreindre toutes les mitzvot, même le shabbat pour sauver ou aider à sauver une vie, à trois exceptions près, où l'on est tenu de sacrifier sa vie plutôt que de réaliser (yéharèg vèlo ya'avor, Tossefta Shabbat 16:14) :
- un acte d'idolâtrie (la mort due au refus d'abjurer est un acte de kiddoush hashem) ;
- un meurtre ;
- une relation sexuelle interdite (par exemple, avec un(e) proche parent(e)).

### Différences entre hommes et femmes
La Halakha dispense les femmes des prescriptions positives déterminées par le temps (mitzvot assé she hazman geramman), comme la soukka, le shofar ou le loulav (Mishna Kiddoushin 1:7 ; Tosefta Kiddoushin 1:10 ; Talmud de Babylone Kiddoushin 34a), mais il y a des exceptions à cette règle comme l'allumage des bougies de Shabbat (Berakhot 20b), la réjouissance lors des fêtes, ou la consommation exclusive de matza (Kiddoushin 34a).

## Le sens des mitzvot
Beaucoup d'hypothèses ont été émises pour élucider le sens des mitzvot, en particulier les mitzvot shem'aïot, dont le sens échappe à l'esprit humain. De plus, si une explication est donnée pour certaines, la plus simple explication générale aux mitzvot est celle qu'en donne la Torah : permettre au juif d'accumuler des mérites dans ce monde (le monde de l'action) afin de recevoir sa récompense dans le monde futur (le monde de la récompense).
Le Midrash Tan'houma (Shemini, Pisqa ח') suggère qu'elles ont été données pour « améliorer les créatures ».
Maïmonide abonde dans ce sens en disant qu'elles perfectionnent les qualités de l'homme, et l'éloignent de l'idolâtrie (Guide des égarés, 3:26).
Le Maharal de Prague suggère qu'elles facilitent la réception de la majesté divine, tandis que le Ramhal pense qu'elles bonifient l'homme.
Le Sefer HaHinoukh qui liste les 613 mitzvot tente de donner un sens à chacune au moyen de la Bible et de la philosophie.
Le Rav Kook explique que la recherche du sens des mitzvot est une tâche importante au sein de l'étude de la Torah, et a lui-même tenté d'expliquer les prescriptions « mystérieuses » comme le shaatnetz ou la prohibition des mélanges lactés/carnés.